# Border Warz
Border Warz é um filme de suspense de 2004 dirigido por Rob Walker, e lançado pela Trinity Home Entertainment. O filme fala sobre duas mulheres que tentam investigar um cartel.